# Anne Azoulay
Pour les articles homonymes, voir Azoulay.
Anne Azoulay, née le 23 mars 1978 à Paris, est une actrice française.

## Biographie
Anne Azoulay est née le 23 mars 1978 à Paris.

## Carrière
Anne Azoulay se fait remarquer en 2002 pour le rôle de Carole Barthoulot dans Adieu pays, premier long-métrage de Philippe Ramos, pour lequel elle est sélectionnée au prix Michel-Simon et pré-sélectionnée pour le César du meilleur espoir féminin aux César 2003.
En 2002, elle incarne également Agnès dans la cinquième saison de la série Une famille formidable. Elle reprend le rôle joué par l'actrice Florence Loiret Caille dans la précédente saison. Toutes deux se retrouveront en 2018 dans la série Le Bureau des légendes.
En 2010, elle coécrit Léa, film réalisé en 2011 par Bruno Rolland, dans lequel elle tient le rôle principal. Son interprétation lui vaut d'être à nouveau pré-sélectionnée pour le César du meilleur espoir féminin aux César 2012.
En 2011, elle joue dans L'Exercice de l'État de Pierre Schoeller, film présenté au Festival de Cannes 2011 en sélection officielle Un certain regard.
En 2012, elle joue aux côtés de Gilbert Melki dans la seconde saison de Kaboul Kitchen, une création originale à succès de Canal+ (FIPA d'or 2012 de la meilleure série et du meilleur scénario).
En 2013, elle tient le rôle de Charlotte Ségur dans Témoin muet, troisième épisode de la deuxième saison de la série Les Petits Meurtres d'Agatha Christie.

## Filmographie

### Cinéma

#### Longs métrages
- 1997 : Loin du front d'Harold Manning et Vladimir Léon : Françoise
- 2001 : Le soleil au-dessus des nuages d'Eric Le Roch : L'infirmière
- 2002 : Adieu pays de Philippe Ramos : Carole Barthoulot
- 2003 : Tout le plaisir est pour moi d'Isabelle Broué : La secrétaire de la gynécologue
- 2011 : Léa de Bruno Rolland : Léa Arnauld
- 2011 : L'Exercice de l'État de Pierre Schoeller : Josepha
- 2012 : Bird People de Pascale Ferran : Mlle Lhomond
- 2013 : Chroniques d'une cour de récré de Brahim Fritah : Mme Morin
- 2014 : Tristesse Club de Vincent Mariette : Florence
- 2014 : Le Sens de l'humour de Marilyne Canto : Marine
- 2017 : Numéro une de Tonie Marshall : Claire Dormoy
- 2018 : Les Grands Squelettes de Philippe Ramos
- 2019 : Hors normes d'Olivier Nakache et Éric Toledano : Keren
- 2021 : Boîte noire d'Yann Gozlan : Caroline Delmas
- 2021 : On est fait pour s'entendre de Pascal Elbé : Nicole
- 2022 : Vous n'aurez pas ma haine de Kilian Riedhof : Annie
- 2022 : Remember to Blink d'Austeja Urbaite : Jacqueline
- 2024 : Six Jours de Juan Carlos Medina : Catherine
- 2024 : La Réparation de Régis Wargnier : Sylvana Brisson

#### Courts métrages
- 1995 : Les sables d'Harold Manning : Françoise
- 2001 : Nous deux d'Yvon Marciano : Elle
- 2003 : La Boîte noire d'Angelo Cianci
- 2007 : La Forêt du monde de Bruno Rolland : Isabelle
- 2013 : Rétention de Thomas Kruithof : Mathilde
- 2016 : Cantate/Macabre de Stéphane Rizzi

### Télévision

#### Séries télévisées
- 1997 : Entre terre et mer : Colombe dite « Belle-en-cuisse »
- 2002 : Une famille formidable : Agnès
- 2002 : PJ : Virginie Faureras
- 2002 : Avocats et Associés : Sandrine
- 2002 : Le Champ Dolent, le roman de la Terre : Sœur Clémence
- 2003 : Blague à part : Jenna
- 2005 : Les Montana : Aude de Saint-Amant
- 2009 : Enquêtes réservées : Mélissa
- 2009 : Reporters : Une médecin au Val-de-Grâce
- 2013 : Les Petits meurtres d'Agatha Christie : Charlotte Ségur
- 2014 : Kaboul Kitchen : Lieutenant Caroline Gabrielle
- 2014 : Détectives : Noémie Hersant
- 2015 : Caïn : Annaëlle, Saison 3, épisode 2 Réalités
- 2016 : Origines : Rebecca Valadier
- 2018 : Ad Vitam de Thomas Cailley : Béat
- 2018 : Les Bracelets Rouges : Karine
- 2018-2019 : Kepler(s) : Élodie Martel
- 2018-2020 : Le Bureau des légendes, saison 4 et 5 : Liz Bernstein
- 2019 : Criminal : France : Laetitia Serra
- 2021 : Mensonges : Vanessa
- 2022 : Les 7 Vies de Léa : Patricia
- 2022 : Les Amateurs : Monsieur Jacques
- 2023 : HPI, saison 3, épisode 1 Symétrie radiale, épisode 2 18 carats : Emilie Fontaine
- 2023 : Panda, épisode 2 Poly Killer de Nicolas Cuche : Marina Simon
- 2024 : Furies, 5 épisodes : Mama
- 2025 : Le Remplaçant (saison 3) : Elise

#### Téléfilms
- 2001 : Les Semailles et les Moissons de Christian François : Lucie
- 2004 : 3 garçons, 1 fille, 2 mariages de Stéphane Clavier : Sam
- 2010 : La Très excellente et divertissante histoire de François Rabelais d'Hervé Baslé : La jolie veuve
- 2012 : La Main passe de Thierry Petit : Anne
- 2025 : Double Vue de Christophe Douchand : Audrey Beau-Manoir

## Théâtre
- 2014 : King Kong Théorie de Virginie Despentes, mise en scène Vanessa Larré (reprise 2017 et 2018)

## Distinctions
- Nomination pour le prix Michel-Simon 2003 pour Adieu pays
- Pré-nomination pour le César du meilleur espoir féminin 2003 pour Adieu pays
- Pré-nomination pour le César du meilleur espoir féminin 2012 pour Léa
- Nomination au Molière de la comédienne dans un second rôle 2015 pour King Kong Théorie